# 어니스트 톰프슨 시턴
어니스트 톰프슨 시턴(Ernest Thompson Seton, 1860년 8월 14일 ~ 1946년 10월 23일 )은 스코틀랜드계 캐나다인이자 후에 미국으로 귀화한 저자 및 야생화가이다. 미국 보이스카우트 협회를 설립한 것으로 유명하다. 미국 보이스카우트 협회가 아메키라 원주민 문화에 영향을 받도록 하기도 하였다.

## 생애
시턴의 본명은 어니스트 이반 톰프슨(Ernest Evan Thompson)으로, 영국 사우스실즈의 스코틀랜드인 집안에서 태어났다. 1866년 가족이 캐나다로 건너가, 시턴은 토론토에서 어린 시절을 보냈다. 시턴은 그를 학대하던 아버지를 피해 숲속에 들어가 동물들을 그리며 관찰하곤 했다. 그는 이후 왕립 미술원에서 공부를 했다.
시턴이 21세가 되던 날 그의 아버지는 그에게 키워준 값을 청구했는데, 출산비용까지 포함된 것이었다. 그는 아버지에게 돈을 보내고는 다시는 만나지 않았다. 그리고 성을 시튼(Seton)으로 바꿨다.
그는 미국을 다니면서 동물을 관찰하고 《내가 아는 야생 동물》(1897)를 포함한 많은 동물 이야기를 썼으며, 이는 흔히 ‘동물기’로 알려져 있다.